# 斯洛伐克共和国交通建设和地方发展部

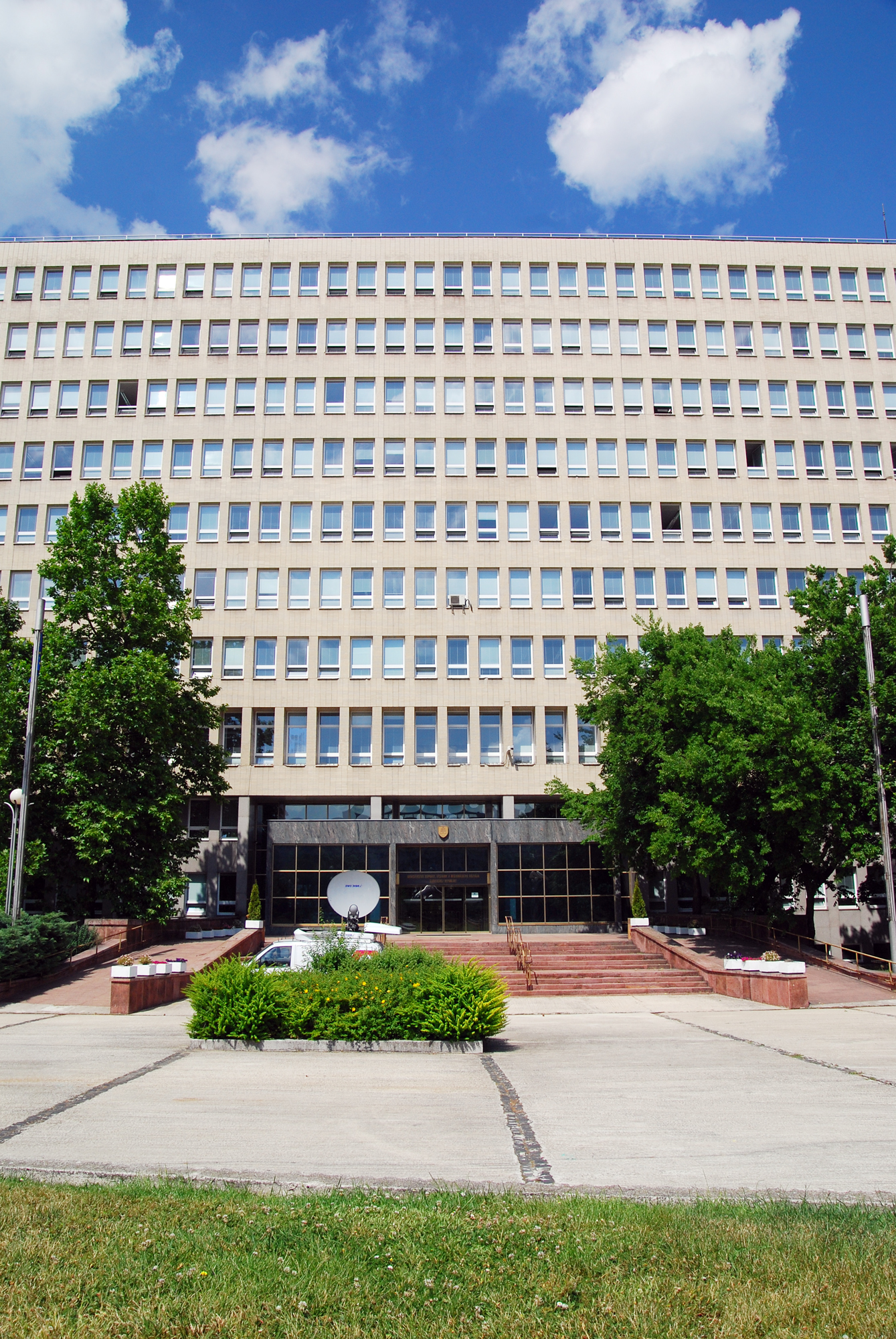
斯洛伐克共和国交通建设和地方发展部大楼

斯洛伐克共和国交通建设和地方发展部 （缩写MDVRR），以前称作斯洛伐克共和国交通邮电部 （缩写MTPT SR）, ，是斯洛伐克政府的一个部门，总部位于首都布拉迪斯拉发市。现任部长扬·波恰特克，2013年上任.